# Bahnbetriebswerk Gelsenkirchen-Bismarck

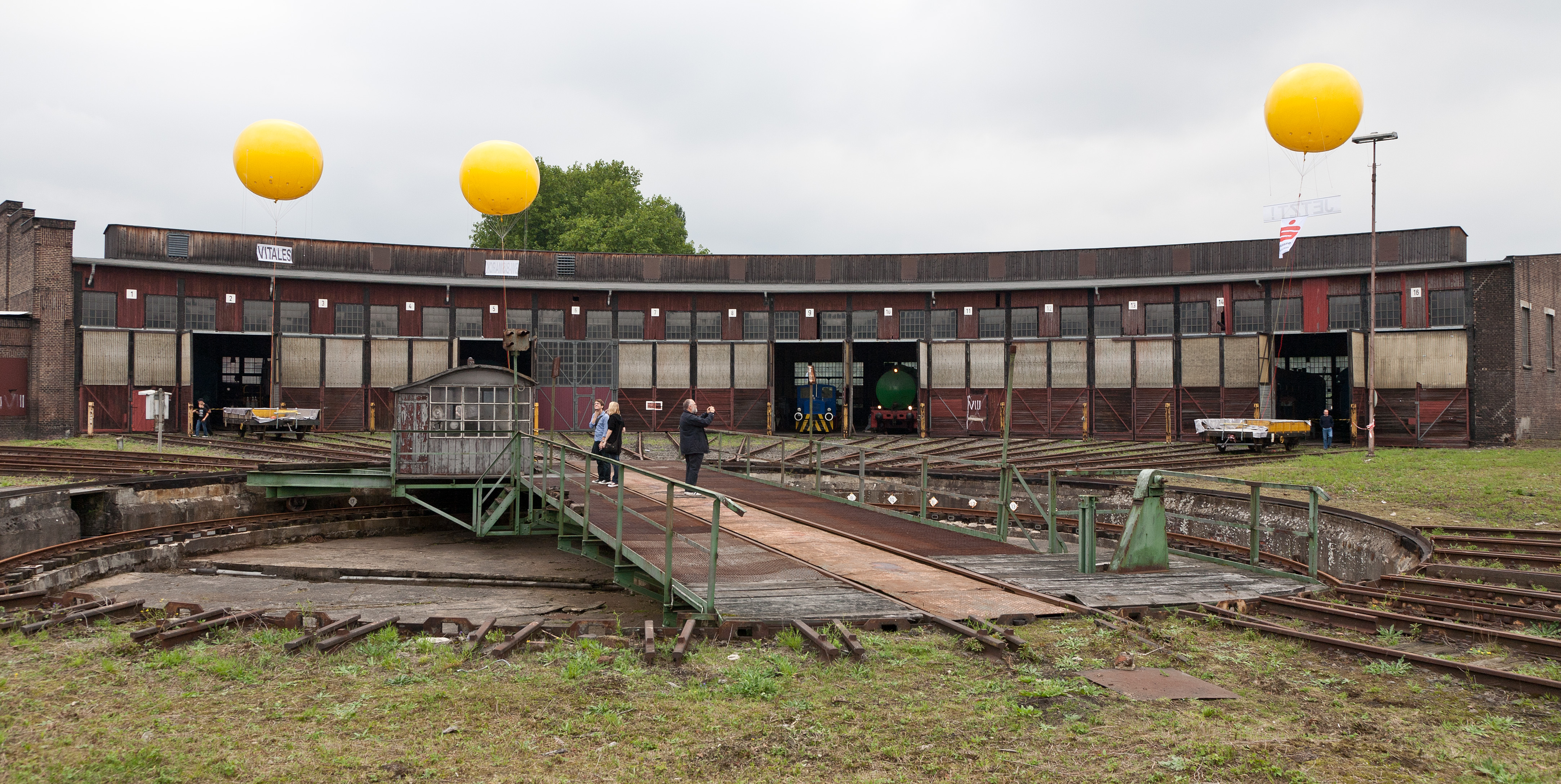
Drehscheibe und Ringlokschuppen des ehemaligen Bahnbetriebswerkes Gelsenkirchen-Bismarck

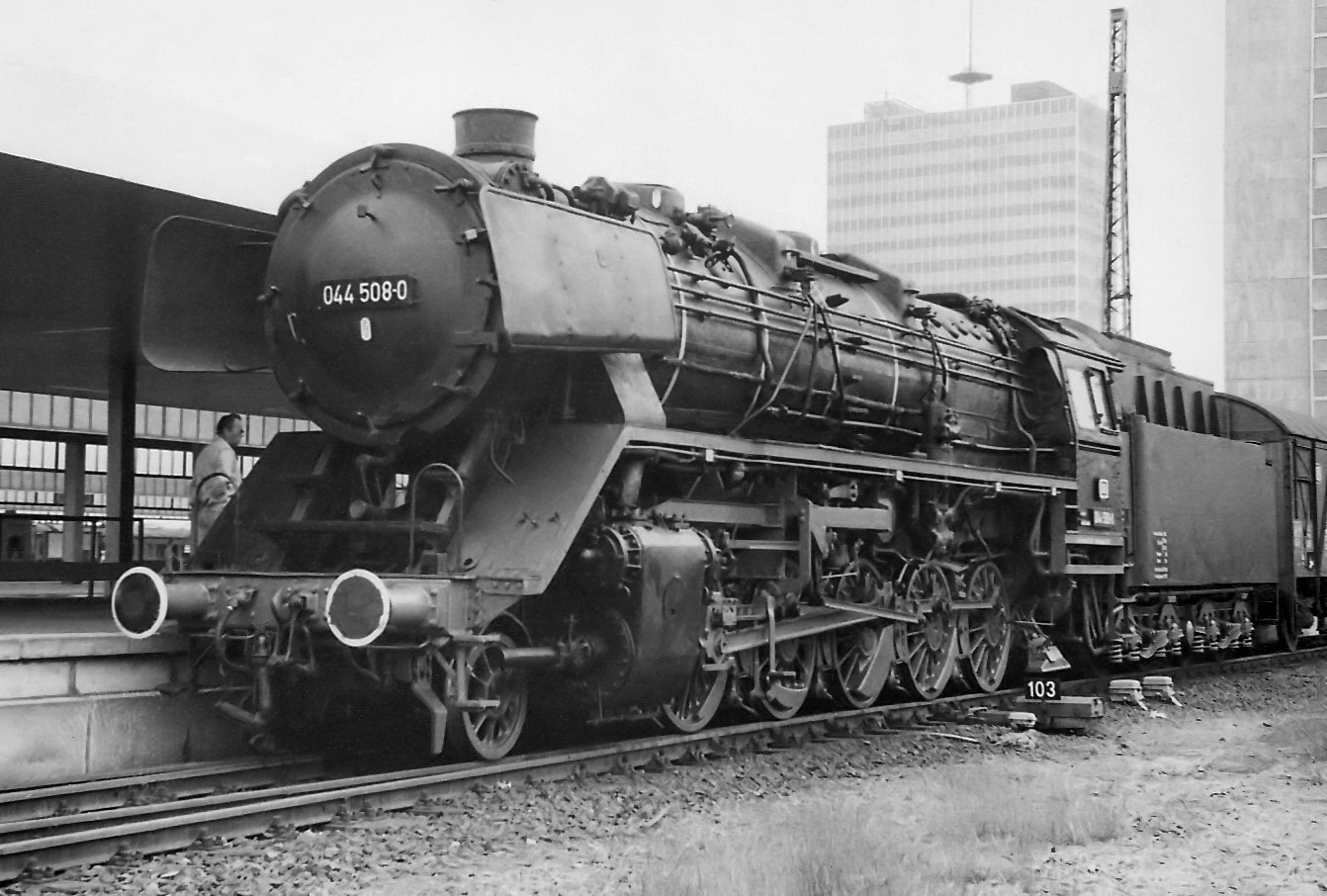
44 508, stationiert im Bahnbetriebswerk Gelsenkirchen-Bismarck, hier ausgestellt in Essen Hbf

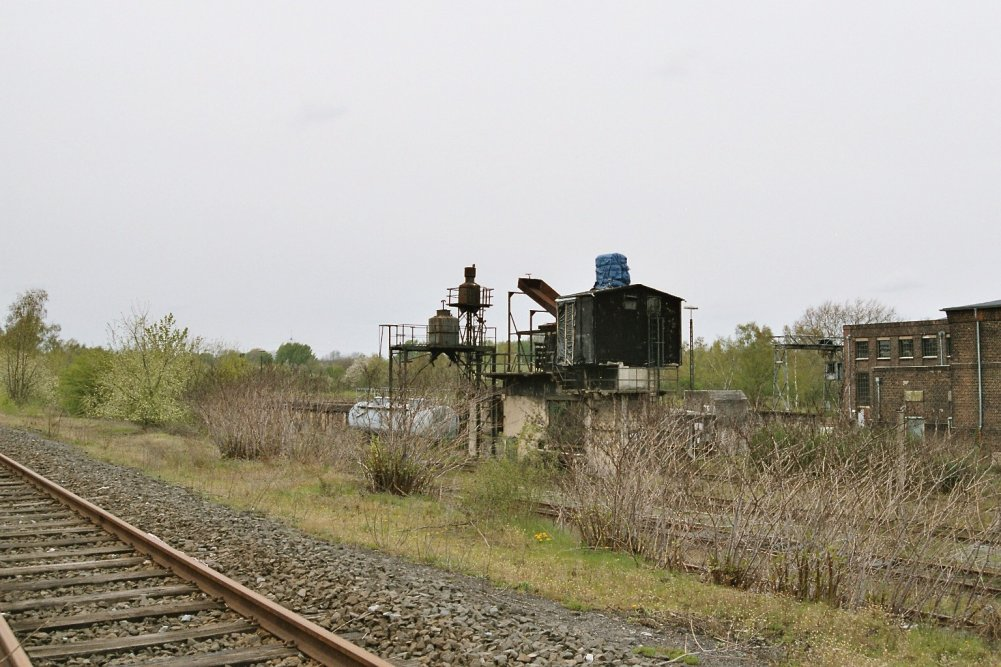
Besandungsanlage

Das Bahnbetriebswerk Gelsenkirchen-Bismarck liegt am Güterbahnhof Bismarck im Bahnhofsteil Gelsenkirchen Zoo, gegenüber der Haltestelle Gelsenkirchen Zoo, an der Märkischen Emschertalbahn. Es war von 1926 bis 1981 in Betrieb und ist heute das größte erhaltene alte Bahnbetriebswerk für Dampflokomotiven im Ruhrgebiet.
Die ehemalige Zeche Graf Bismarck, der Gelsenkirchener Ortsteil Bismarck und das Bahnbetriebswerk wurden nach dem ehemaligen Reichskanzler Otto von Bismarck benannt.

## Geschichte
Das Bahnbetriebswerk (Bw) Gelsenkirchen-Bismarck wurde zwischen 1924 und 1926 zusammen mit einer Ausbesserungswerkstatt in Backsteinbauweise errichtet. Es diente als Ersatz für den zu klein gewordenen Ringlokschuppen der BME aus dem Jahr 1876.
Bekannt wurde Gelsenkirchen-Bismarck als Auslauf-Betriebswerk für die schweren Dampflokomotiven der Baureihe 44, die bis zum Ende des Betriebs mit kohlegefeuerten Dampflokomotiven bei der Deutschen Bundesbahn im Mai 1977 (Dampflokverbot) im Einsatz waren. Den letzten planmäßigen Güterzug bespannte die Lok 044 508-0. Ihre aktive Laufbahn bei der Deutschen Bundesbahn beendeten auch einige Diesellokbaureihen im Bw Gelsenkirchen-Bismarck. Zu nennen wären die V160-Vorserie (216 001 - 216 010) und der Einzelgänger 219 001-5 (ehemalige Gasturbinendiesellok). Auch die letzten Exemplare der Baureihe V 2001 waren in Gelsenkirchen-Bismarck beheimatet; sie wurden bis zum 30. Juni 1988 ausgemustert.
Am 1. Januar 1982 wurde das Bw als eigenständige Dienststelle aufgelöst und dem Bahnbetriebswerk Oberhausen-Osterfeld Süd angegliedert. Dieses wurde im Zeitraum von 1982 bis 1988 zum Groß-Bw umgebaut bzw. modernisiert. Da in diesem Zeitraum die Werkstattkapazität nicht im vollen Umfang zur Verfügung stand, wurde das Bw Gelsenkirchen-Bismarck noch als Außenstelle ausschließlich für Werkstattarbeiten weiterbetrieben. Nach Fertigstellung des Bw Oberhausen-Osterfeld Süd (nun als Bw Oberhausen 1 benannt) wurde die Werkstatt in Bismarck geschlossen und geräumt.
Das Bahnbetriebswerk behielt seinen Bekanntheit auch durch die betriebsfähige Aufarbeitung der Dampflok 41 360, welche noch heute auf Sonderfahrten zu sehen ist. Gegen Ende der 1970er Jahre gründete sich eine BSW-Gruppe, welche sich den Erhalt und Betrieb von historischen Lokomotiven und Wagen zum Ziel gemacht hatte. So wurden die Loks 41 241, 41 360, 44 508, V 160 003 und V 200 116 in Gelsenkirchen-Bismarck stationiert. Als Gastlokomotiven waren auch 01 150, 01 1100 und 23 105 des DB-Museums kurzzeitig im Bw heimisch.
Anfang der 1990er Jahre mussten die Anlagen geräumt werden, und die BSW-Gruppe zog ins ehemalige Betriebswagenwerk Oberhausen-Osterfeld Süd. Im November 1991 wurden die letzten Fahrzeuge und Maschinen abgefahren und das Bw geschlossen.
2001 erwarb der Regionalverband Ruhr (RVR) das Bahnbetriebswerk und plante ursprünglich, den Standort für touristische Zwecke weiterzuentwickeln. 2022 veräußerte der RVR das Gelände an Construcciones y Auxiliar de Ferrocarriles (CAF), einen spanischen Hersteller von Schienenfahrzeugen. Das Unternehmen plant hier die Instandhaltung von Triebfahrzeugen des Typs CAF Civity BEMU, die ab dem Fahrplanwechsel 2025/2026 sukzessive in Nordrhein-Westfalen eingesetzt werden.
Die Drehscheibe und der Ringlokschuppen sollen erhalten bleiben, die westlich daran anschließenden Hallen jedoch abgerissen werden.
Im Juni 2023 ereignete sich ein Feuer in der „V-Halle“ des Bahnbetriebswerkes.

## Betriebsanlagen
Die vor dem 16-ständigen Ringlokschuppen liegende Drehscheibe hat einen Durchmesser von 23 Metern. In Verlängerung der Lokstände vier und fünf des Lokschuppens ist die sogenannte 'Mittelhalle' angeordnet, in der sich die Achssenke und eine Krananlage befinden. Große Werkzeugmaschinen (Drehmaschinen Stangenbohrwerk etc.) waren bis zur Schließung des Betriebswerks dort installiert. Weitere Räumlichkeiten in der Mittelhalle waren Aufenthaltsraum, Werkmeisterbüro, Elektrikerwerkstatt und ein Magazin.
Eine weitere, dreigleisige Halle diente ursprünglich der schweren Güterwagenausbesserung und besaß einen Anbau mit Werkmeisterbüro, Batterieraum, Wasserprüfer, Werkzeugprüfer, Werkzeugausgabe, Gießerei und Magazin. Seit Fertigstellung des Bahnbetriebswerks im Jahre 1926 ist in dieser Halle eine Krananlage mit 12,5 Tonnen Tragkraft installiert. In den 1960er Jahren wurden hier Lokomotiven der Baureihe V 60 gewartet. Um Drehgestell-, Achs- und Getriebetausch vornehmen zu können, wurde ein Gleis mit einem Hebestand ausgestattet. Dieser hatte eine Tragkraft von 4 mal 25 Tonnen. Da die Höhe der Krananlage ein Herausheben von Motoren und Kühlanlagen aus den Großdieselloks nicht zuließ, wurde vor der Halle eine Krananlage aufgestellt, welche eine Tragkraft von 10 Tonnen besitzt und zwei Gleise überspannt. Dieser Kran ist eine Einheitsbauart, wie man sie bei der DB oft an Ladestraßen finden konnte und noch heute kann. Mit Aufnahme der Diesellokinstandhaltung bürgerte sich für diese Halle der Spitzname 'V-Halle' ein.
Neben oben genannter Halle existiert eine ehemals viergleisige Halle. Dort wurde von 1926 bis in die 1960er leichte Güterwageninstandhaltung betrieben. Nach Abgabe der Reparaturarbeiten an andere Betriebswagenwerke wurden die Gleise bis auf eines abgebaut und dort Motoren, Getriebe und sonstige Großbauteile gelagert. Des Weiteren befand sich in der Halle eine Schmiede und weitere Werkzeugmaschinen. Nach Entfernen der Gleise bestand der Boden in dieser Halle zum größten Teil aus Schotter, woraus sich der Spitzname 'Wüste' ableiten lässt.
An die viergleisige Halle sind Räumlichkeiten angebaut, welche die Schlosserlehrwerkstatt beherbergten.
Bis Anfang des neuen Jahrhunderts befand sich im Hof hinter dem Rundlokschuppen (Lokstand 7–9) ein Gebäude, in dem die Schreinerei untergebracht war. Daran angebaut war eine Garage, welche zu Betriebszeiten des Bahnbetriebswerks einem Feuerlöschanhänger Platz bot.
Zwischen der V-Halle und der Besandung wurde die Verwaltung erbaut. In diesem Gebäude wurden Büro-, Schulungs- und Besprechungsräume eingerichtet. Auch befanden sich dort weitere Lager und Magazinräume. Das Magazin verfügt über eine Rampe mit Gleisanschluss. Erwähnt sei noch, dass die Trafostation, mit der das Bahnbetriebswerk elektrisch versorgt wurde, an das Verwaltungsgebäude angebaut ist.
Hinter dem Rundlokschuppen (Lokstände 1–3) wurde in den 1970er Jahren eine Kantine in Leichtbauweise errichtet. Diese wurde wie die Schreinerei um 2002 entfernt.
In Höhe der Verwaltung wurde Ende der 1950er bis Anfang der 1960er Jahre eine Tankstelle für die in Ge-Bismarck beheimateten und gewarteten Dieselloks errichtet. Letzte Zeugen dieser Anlage wurden mit der Kantine und Schreinerei entfernt.
Der auch als 'Bismarcker Zwiebel' bezeichnete Bahnwasserturm wurde von der Firma Aug. Klönne aus Dortmund gebaut und im Juli 1978 verschrottet, ebenso die Bekohlungsanlage, von der nur die Kohlebansen erhalten sind. Der Schornstein der Rauchabzüge des Rundlokschuppens wurde im selben Jahr stillgelegt und abgetragen. Besandungsanlage und Sandbunker sind noch vorhanden.
Das Gelände steht teilweise unter Denkmalschutz.